# Violet Evergarden
Violet Evergarden (jap. ヴァイオレット・エヴァーガーデン, Vaioretto Evāgāden) ist eine Light-Novel-Serie von Kana Akatsuki mit Zeichnungen von Akiko Takase. Kyōto Animation veröffentlichte die erste Ausgabe des Light Novels am 25. Dezember 2015 unter ihrem Imprint KA Esuma Bunko. Eine aus 13 Episoden bestehende Anime-Adaptation von Kyōto Animation wurde zwischen Januar und April 2018 veröffentlicht. Die erste Episode wurde bereits 2017 im Rahmen einer Welttournee vorgeführt, die zweite und dritte Episode jedoch nur vorab in Japan. Eine OVA-Episode wurde am 4. Juli 2018 in Japan im Handel veröffentlicht.
In vielen Ländern, darunter Deutschland und die Schweiz, wurde die Anime-Serie synchronisiert und zeitgleich zur wöchentlichen Ausstrahlung in Japan auf Netflix veröffentlicht. Die OVA-Episode wurde als Violet Evergarden: Special am 4. Oktober 2018 weltweit auf Netflix veröffentlicht. Ein Spin-off-Film kam am 6. September 2019 in die japanischen Kinos, der bereits einen Monat zuvor in Deutschland Weltpremiere feierte. Ein weiterer Anime-Film wurde für den 10. Januar 2020 angekündigt, die Veröffentlichung wurde aber zunächst auf den 24. April 2020 verschoben, später auf den 18. September 2020. Der Kinostart in Deutschland war für den 24. November 2020 angekündigt, wurde aber auf Anfang 2021 und schließlich auf den 29. Juni 2021 verschoben.

## Handlung
Die Hauptrolle spielen sogenannte Autonome Korrespondenz-Assistentinnen (jap. 自動手記人形 Jidō Shuki Ningyō, eng. Auto Memory Dolls), kurz Akora, die ursprünglich von einem Forscher namens Dr. Orland eingestellt wurden, um dessen blinder Ehefrau Molly beim Schreiben von Romanen zu helfen; später schrieben sie auch Briefe für Menschen, die selbst nicht schreiben konnten. Heutzutage ist der Begriff vergleichbar mit einem Ghostwriter. Die Geschichte spielt auf dem fiktiven Kontinent Telsis und größtenteils im ebenfalls fiktiven Land Leidenschaftlich (jap. ライデンシャフトリヒ Raidenshafutorihi). Die Handlung folgt Violet Evergarden, einer jungen Frau, die sich nach einem beendeten Krieg in die Gesellschaft zu reintegrieren versucht, sowie der Suche nach dem Sinn ihres Lebens, da sie nun keine Soldatin mehr ist. Außerdem erkundet sie im Verlauf der Geschichte die Bedeutung von Liebe.

## Figuren

### Hauptfiguren
- Violet Evergarden (ヴァイオレット・エヴァーガーデン, Vaioretto Evāgāden) ist ein Neuling bei der CH Postal Company und arbeitet als Autonome Korrespondenz-Assistentin (Akora) – ein Ghostwriter für Menschen, die nicht schreiben können oder die um Hilfe suchen, um ihre Gefühle in Briefen auszudrücken. Als verwaistes und namenloses Kind wurde Violet vom Marineoffizier Dietfried Bougainvillea gefunden. Ihre Kampffähigkeiten wurden deutlich, als sie einige Soldaten tötete, die versuchten, sie zu vergewaltigen, bevor Dietfried sie stoppen konnte, und als sie fortfuhr, die restlichen anwesenden Soldaten zu töten. Später brachte Dietfried Violet zu sich nach Hause und übergab sie in die Obhut seines Bruders Gilbert, als Geschenk für dessen Beförderung zum Major. Dietfried beabsichtigte, dass Gilbert sie als „Werkzeug“ für den Krieg benutzen würde, da er selbst nicht mit Violet umgehen wollte. Gilbert behandelte sie jedoch wie einen Menschen, brachte ihr bei zu sprechen, zu lesen und zu schreiben. Er gab ihr auch den Namen Violet und wünschte sich, dass sie so schön aufblühen würde wie die Blume. Während des Krieges spielte sie immer wieder eine wichtige Rolle in den Gefechten. Als sie versuchte, Gilbert in der entscheidenden Schlacht des Krieges zu schützen, verlor sie ihre beiden Arme. Nachdem der Krieg vorbei war, wurden ihre Arme durch fortschrittliche, metallene Prothesen ersetzt, und sie entschied sich, eine Autonome Korrespondenz-Assistentin zu werden, um die Bedeutung der Worte „Ich liebe dich“ (愛してる, Aishiteru) zu lernen  – Gilberts letzte Worte zu ihr.
- Gilbert Bougainvillea (ギルベルト・ブーゲンビリア, Giruberuto Būgenbiria) ist ein Major in der Leidenschaftlich-Armee, der aus einer aristokratischen Familie stammt. Sein wirkliches Schicksal ist nicht bekannt, da sein Körper nach der letzten Schlacht im Krieg nicht gefunden wurde, er wurde für tot erklärt. Er behütete Violet mehr als alles andere, seine letzten Worte zu ihr – „Ich liebe dich“ – treiben sie vorwärts auf ihrem neuen Pfad als Akora. Die einzige Erinnerung an Gilbert, die Violet hat, ist eine grünfarbene Brosche, die sie an Gilberts grüne Augen erinnert.
- Claudia Hodgins (クラウディア・ホッジンズ, Kuraudia Hojjinzu) war früher Armeekommandant, heute ist er der namensgebende Präsident der CH Postal Company. Er war ein guter Freund von Gilbert während ihrer gemeinsamen Zeit im Militär. Hodgins versucht Violet während ihren ersten Schritten in ihrem neuen Leben zu helfen, auch um sich selbst von seiner Schuld zu befreien, in Bezug auf Violets Behandlung im Militär.
- Cattleya Baudelaire (カトレア・ボードレール, Katorea Bōdorēru) ist eine Autonome Korrespondenz-Assistentin, die neben Violet bei der CH Postal Company als bekannteste Akora arbeitet. Sie stand Claudia Hodgins schon nahe, bevor sich sein Unternehmen etablierte, und war eine der ersten Mitarbeiterinnen.
- Benedict Blue (ベネディクト・ブルー. Benedikuto Burū) ist ein Postbote, der bei der CH Postal Company arbeitet. Genau wie Cattleya pflegte er eine enge Beziehung zu Hodgins, vor der Gründung der Postgesellschaft und wurde auch einer der ersten Mitarbeiter des Unternehmens.
- Erica Brown (エリカ・ブラウン, Erika Buraun) ist eine Autonome Korrespondenz-Assistentin, die bei der CH Postal Company arbeitet. Ihre Fähigkeiten im Umgang mit Kunden sind eher schwach, doch sie glaubt weiterhin an ihre Arbeit als Akora. Dies schreibt sie der Inspiration durch einen Roman von Molly Orland, einer blinden Schriftstellerin, zu.
- Iris Cannary (アイリス・カナリー, Airisu Kanarī) ist eine Autonome Korrespondenz-Assistentin, die angefangen hat, bei der CH Postal Company zu arbeiten, kurz nachdem Erica eingestellt wurde. Sie stammt aus dem kleinen Bauerndorf Kazaly, wo sie schon immer das Bild der arbeitenden Frau bewunderte und seitdem anstrebt, Leidens beliebteste Akora zu werden.

### Nebenfiguren
- Dietfried Bougainvillea (ディートフリート・ブーゲンビリア, Dītofurīto Būgenbiria) ist ein Marinekapitän und der ältere Sohn der Bougainvillea-Familie, er ist Gilberts älterer Bruder. Obwohl er es war, der Violet zuerst an Gilbert weitergab, behandelt er sie als „Werkzeug“ für den Krieg und ärgert sich über die Dinge, die sie seinen Soldaten während des Kriegs angetan hatte. Dietfried macht Violet auch für Gilberts Tod verantwortlich, er behauptet, sie hätte als „Kriegswerkzeug“ versagt, Gilbert zu beschützen.
- Luculia Marlborough (ルクリア・モールバラ, Rukuria Mōrubara) ist eine Autonome Korrespondenz-Assistentin, die sich während der Ausbildungsschule mit Violet anfreundet. Sie lebt zusammen mit ihrem Bruder Spencer, einem ehemaligen Soldaten. Dieser hat sich zu einem von Schuld zerfressenen Trinker entwickelt, nachdem er den Tod ihrer Eltern im Krieg nicht verhindern konnte.
- Prinzessin Charlotte Abelfreyja Drossel (シャルロッテ・エーベルフレイヤ・ドロッセル, Sharurotte Ēberufureiya Dorosseru) ist die 14-jährige Prinzessin des Königreichs Drossel. Charlotte ist mit dem Prinzen von Flügel, Damian Baldur Flügel, verlobt – einem Mann, der zehn Jahre älter als sie ist – im Streben nach Frieden zwischen den beiden Königreichen. Ihre Beziehung wird für öffentlich erklärt, indem sie Liebesbriefe austauschen, die von Akoras geschrieben werden. Während sie wirklich in Damian verliebt ist, denkt sie, dass ihre Liebe nicht auf Gegenseitigkeit beruht. Violet spürt die Besorgnis des Mädchens und brütet mit ihrem Akora-Gegenüber, das die Briefe für den Prinzen von Flügel verfasst, einen Plan aus: Charlotte und Damian sollen sich selbst persönliche, selbst geschriebene Briefe schreiben. Dies hat zur Folge, dass ihre Beziehung gestärkt wird, aber auch dass die Bevölkerung der beiden Königreiche dazu gebracht wird, die Ehe der beiden vom ganzen Herzen zu unterstützen.
- Leon Stephanotis (リオン・ステファノティス, Reon Sutefanotisu) ist ein Mitarbeiter, der in der Manuskript-Abteilung des Shahar-Observatoriums arbeitet. Während einer gemeinsamen Operation zwischen dem Observatorium und einer Gruppe Akoras wird er Violet zugewiesen. Aufgrund der Umstände, wegen denen seine Eltern vermisst werden, glaubt er, dass Liebe dazu führt, dass Menschen töricht werden.
- Oscar Webster (オスカー・ウェブスター, Osukā Webusutā) ist ein berühmter Dramatiker, der zu einem betrunkenen Einsiedler wurde, nachdem er seine Frau und seine Tochter verloren hatte. Er strebt danach, sein allererstes Stück für Kinder zu schreiben und es der Erinnerung seiner Tochter zu widmen. Er vertraut sich Violet an, damit diese seine Ideen zu Papier bringt.
- Anne Magnolia (アン・マグノリア, An Magunoria) ist Claras Tochter. Sie ist ein junges Mädchen, das Puppen liebt und denkt anfangs, dass Violet eine lebensgroße Puppe ist. Als sie den schlechter werdenden Gesundheitszustand ihrer Mutter bemerkt, glaubt Anne, dass Besucher ihr die verbleibende Zeit mit ihrer Mutter wegnehmen würden, aber unwissend, was Claras Absichten für Anne angeht.
- Clara Magnolia (クラーラ・マグノリア, Kurāra Magunoria) ist Annes Mutter, die eine unheilbare Krankheit hat und ihr Schicksal besiegelt sieht. Da sie sich Sorgen macht, dass ihre Tochter nach ihrem Tod ganz alleine wäre, bittet sie Violet 50 Briefe für Anne zu schreiben, damit diese an jedem Geburtstag für die nächsten 50 Jahre einen Brief von ihrer Mutter erhält.
- Aidan Field (エイダン・フィールド, Eidan Fīrudo) ist ein Soldat, der für die gemäßigte Fraktion von Ctrigal kämpft. Das Land befindet sich in einem Status des Bürgerkriegs mit Extremisten, die sich den Krieg zurückwünschen. Da er sich nicht sicher ist, was er mit seinem Geld machen soll, entscheidet er sich, eine Akora in Anspruch zu nehmen, um Briefe an seine Eltern und seine Kindheitsfreundin Maria zu schreiben. Seine Einheit wird im Bürgerkrieg fast gänzlich ausgelöscht und Aidan schwer verletzt. Kurz vor seinem Tod kann die Akora Violet die Briefe an seine Eltern und Maria noch fertigstellen, die sie auch persönlich überbringt.
- Nerine (ネリネ, Nerine) ist eine Rezeptionistin der CH Postal Company.

## Light Novels
Der erste Band des Light Novels Violet Evergarden Volume 1 (jap. ヴァイオレット・エヴァーガーデン 上巻, Vaioretto Evāgāden Jōkan) wurde am 25. Dezember 2015 veröffentlicht.
Der zweite Band Violet Evergarden Volume 2 (jap. ヴァイオレット・エヴァーガーデン 下巻, Vaioretto Evāgāden Gekan) wurde am 26. Dezember 2016 veröffentlicht.
Der dritte Band Violet Evergarden Gaiden (jap. ヴァイオレット・エヴァーガーデン 外伝, Vaioretto Evāgāden Gaiden) beinhaltet eine Sammlung von sechs Kurzgeschichten und wurde am 23. März 2018 veröffentlicht.
Der vierte und letzte Band Violet Evergarden Ever After (jap. ヴァイオレット・エヴァーガーデン  エバー・アフター, Vaioretto Evāgāden Ebā Afutā) wurde am 27. März 2020 veröffentlicht.
Es ist bisher keine deutsche Übersetzung erschienen.

## Anime-Adaption

### Produktion
Regie führte Taichi Ishidate von Kyōto Animation, das Drehbuch wurde von Reiko Yoshida geschrieben. Akiko Takase war zuständig für das Charakterdesign und Yota Tsuruoka übernahm die Tonregie. Die Musik des Anime wurde von Evan Call komponiert. Das Lied im Vorspann ist Sincerely von True und der Abspanntitel ist Michishirube (みちしるべ, Guidepost) von Minori Chihara.

### Veröffentlichung
Die Anime-Adaption wurde zuerst im Mai 2016 am Ende eines animierten Werbespots für den ersten Band des Light Novels angekündigt. Im Juni 2017 verkündete Kyōto Animation, dass die Anime Expo (2. Juli), die AnimagiC (5. Aug.) und das C3 AFA Singapore (25. Nov.) 2017 die erste Episode des Anime als Vorpremiere zeigen werden. Für Japan wurden sogar die ersten zwei Episoden angekündigt, die bei den KyoAni and Do Fan Days 2017 am 21. Oktober 2017 gezeigt wurden. Die ersten drei Episoden wurden in fünf ausgewählten Kinos in Japan am 10. Dezember 2017 in einem Zusammenschnitt gezeigt. Weitere Kinoaufführungen der Episoden im Zusammenschnitt fanden nur noch in Shinjuku statt: die Episoden vier bis sieben am 25. Februar, acht bis zehn am 16. März und elf bis 13 am 8. April 2018. Die 13-teilige Anime-Serie wurde vom 11. Januar 2018 bis zum 5. April 2018 in Japan ausgestrahlt. Eine OVA-Episode wurde am 4. Juli 2018 zusammen mit der vierten und letzten Blu-ray und DVD der Serie veröffentlicht, drei Tage nach der Premiere auf dem Tokioter Event Violet Evergarden Film & Concert. Die japanischen Kinotourfassungen mit dem besonderen 5.1-Ton wurden in der japanischen Einzelhandelveröffentlichtung auf einer Bonus-Disc beigelegt.
Netflix begann ebenfalls am 11. Januar 2018 damit, die Serie weltweit per Streaming zu veröffentlichen, mit Ausnahme u. a. der USA, Australiens und Österreichs, dort wurde die Serie erst am 5. April 2018 veröffentlicht. Die OVA-Episode wurde als Violet Evergarden: Special am 4. Oktober 2018 weltweit auf Netflix in mehreren Sprachfassungen veröffentlicht. Bereits am 4. und 5. August 2018 zeigte der Verleih Universum Anime die OVA vorab auf der AnimagiC in Mannheim im Original mit Untertiteln.
Im Einband des dritten Light Novels Violet Evergarden Gaiden wurde ein „neues Projekt“ angekündigt, das eine komplett neue Arbeit für den Anime darstellen soll. Am 1. Juli 2018 wurde auf der Veranstaltung Violet Evergarden Film & Concert zur Serie bekanntgegeben, dass das vorgenannte Projekt ein neuer Anime-Film ist, der im Januar 2020 erscheinen soll. Im April 2019 wurde bekannt, dass der neue Anime-Film am 10. Januar 2020 erscheinen soll. Der Releasetermin des Films wurde aufgrund des Brandanschlags auf Kyōto Animation auf den 24. April 2020 verschoben. Im April 2020 wurde bekannt, dass der Releasetermin des neuen Anime-Films mit dem Titel Gekijōban Vaioretto Evāgāden (劇場版 ヴァイオレット・エヴァーガーデン) aufgrund der COVID-19-Pandemie erneut verschoben wird. Ein neuer Termin wurde im Juni 2020 bekanntgegeben. Am 18. September 2020 kam der Film in die japanischen Kinos, Leonine Anime plante den Film am 24. November 2020 im OmU in über 150 deutschen Kinos zu zeigen. Der deutsche Kinostart wurde jedoch auf Anfang 2021 und später auf den 29. Juni 2021 verschoben.
Zudem kam bereits am 6. September 2019 ein Spin-off-Film mit dem Titel Violet Evergarden Gaiden: Eien to Jidō Shuki Ningyō (Violet Evergarden Side-Story: Eternity and the Auto Memories Doll) in die japanischen Kinos. Eine weltweite Veröffentlichung im selben Zeitraum war angedacht. Die Weltpremiere fand bereits am 3. August 2019 auf der AnimagiC 2019 statt – Wiederholungsaufführung ebenda am Folgetag. Der Spin-off-Film wurde am 28. Januar 2020 unter dem Titel Violet Evergarden und das Band der Freundschaft in den deutschen Kinos gezeigt und wurde am 2. April 2020 weltweit auf Netflix per Streaming veröffentlicht.

### Episodenliste
| Nr. (ges.) | Nr. (St.) | Deutscher Titel | Originaltitel                                                                                      | Erstausstrahlung Japan | Deutschsprachige Erstveröffentlichung (D/CH) |
| --- | --------- | --------------- | -------------------------------------------------------------------------------------------------- | ---------------------- | -------------------------------------------- |
| 1 | 1         | Folge 1         | 「愛してる」と自動手記人形 ("Aishiteru" to Jidō Shuki Ningyō)                                      | 11. Jan. 2018          | 11. Jan. 2018                                |
| Violet ist eine Soldatin in der Leidenschaftlich-Armee, die unter Major Gilbert Bougainvillea diente, dem sie völlig ergeben war. Jedoch wurde Violet bei einem Einsatz verletzt, was im Verlust ihrer beiden Arme resultierte. Diese mussten durch metallene Prothesen ersetzt werden. Colonel Hodgins, ein alter Freund Gilberts, kommt zu Violet, um sie abzuholen. Er erklärt Violet, dass der Krieg, indem sie gekämpft hatten, vorüber und Frieden eingetreten ist, doch ist er nicht bereit ihr zu erzählen, was mit Gilbert passiert ist. Sie brechen zur Hauptstadt Leiden auf, wo Gilbert im Voraus schon arrangiert hat, dass Violet von der Familie Evergarden adoptiert wird. Allerdings kann sich Violet aufgrund ihrer militärischen Indoktrination nicht an das Leben als Zivilistin anpassen. Hodgins beschließt dann, Violet sein Unternehmen zu zeigen, die CH Postal Company, die als private Postgesellschaft und Ghostwriter-Dienst fungiert. Er stellt sie dort als Postangestellte ein. Sie erlebt die Autonomen Korrespondenz-Assistentinnen (Akora) bei der Arbeit, als sie einen Brief für einen analphabetischen Mann schreiben, der jemandem seine Liebe erklären möchte. Violet erinnert sich dann, dass „Ich liebe dich“ die letzten Worte waren, die Major Gilbert ihr gesagt hatte. Da sie die Bedeutung dieser Worte kennen lernen möchte, bittet Violet Hodgins, sich der Ghostwriting-Abteilung anschließen zu dürfen. Davon beeindruckt, dass Violet endlich erste Anzeichen zeigt, nach ihrem freien Willen zu handeln, statt wie bisher nach Befehlen anderer, akzeptiert Hodgins ihre Bitte, obwohl sie keine ausgebildete Akora ist. |           |                 | |                        |                                              |
| 2 | 2         | Folge 2         | 「戻って来ない」 (Modotte Konai)                                                                   | 18. Jan. 2018          | 18. Jan. 2018                                |
| Violet schließt sich der Ghostwriting-Abteilung an und trifft deren Mitglieder: Die erfahrene Cattleya, und die zwei Neulinge Erica und Iris. Unter Cattleyas Anleitung beginnt Violet ihr Training als Akora, wobei sie schnell lernt, mit einer Schreibmaschine umzugehen. Trotz ihrer technischen Fähigkeiten, ist Violet immer noch nicht im Stande, Emotionen zu verstehen. Dies wird deutlich, als sie anbietet einen romantischen Brief zu schreiben, der letztlich sowohl den Empfänger als auch den Kunden verärgert. Erica stellt Violet dann zur Rede, um ihre Motivation, eine Akora zu werden, zu erfahren, sie gibt aber nach, als Violet ihren Wunsch schildert, die Bedeutung der Worte „Ich liebe dich“ zu lernen. Iris schlägt Hodgins sogar vor, Violet zu feuern, doch Erica verteidigt diese, teils auch aufgrund ihrer eigenen Unsicherheit, eine gute Akora zu sein. Hodgins entschließt sich, Violet nicht zu entlassen. Er gibt ihr eine neue Uniform, passend zu der Brosche, die Gilbert Violet gab und die Hodgins wiederfinden konnte. Violet ist außer sich vor Freude über die Rückkehr der Brosche und stimmt einem Akora-Trainingskurs zu. In dieser Nacht vertraut Hodgins Cattleya an, dass er früher mit Gilbert befreundet war, und dass Gilbert „niemals wieder kommen“ wird. |           |                 | |                        |                                              |
| 3 | 3         | Folge 3         | 「あなたが、良き自動手記人形になりますように」 (Anata ga Yoki Jido Shuki Ningyō ni Narimasu Yō ni) | 25. Jan. 2018          | 25. Jan. 2018                                |
| Violet besucht die Akora-Ausbildungsschule, um eine richtige Akora zu werden. Dort lernt sie ein Mädchen namens Luculia Marlborough kennen, mit der sich Violet anfreundet. Am nächsten Tag werden Violet und Luculia angewiesen, ihre tatsächlichen Ghostwriting-Fähigkeiten aneinander zu üben. Jedoch zeigt sich die Ausbilderin Rhodanthe wenig begeistert von der Art und Weise, wie Violet Luculias Brief verfasst hat. Sie informiert Violet darüber, dass Briefe ein Instrument zur Kommunikation von Gefühlen einer Person sind, und dass der Brief, den sie geschrieben hat, inakzeptabel ist. Luculia entschließt sich, Violet zu ihrem Lieblingsplatz auf einem Glockenturm zu bringen, um ihr die Aussicht zu zeigen. Sie offenbart Violet, dass ihr Bruder vom Krieg verkrüppelt ist und ein Säufer geworden ist. Violet scheitert jedoch an der Ausbildung, während Luculia mit Bestnoten besteht. Luculia trifft sich erneut mit Violet, und bietet ihr an, für sie einen Brief an Gilbert zu schreiben, aber Violet kann die richtigen Worte nicht finden. Luculia erzählt Violet dann, wie ihre Eltern im Krieg gestorben sind und dass sich ihr Bruder schuldig fühlt, da er sie nicht schützen konnte. Sie möchte ihrem Bruder erzählen, dass sie so froh ist, dass er noch am Leben und zu Hause ist, doch auch sie findet nicht die richtigen Worte dazu. Von Luculias Worten bewegt, schafft es Violet, einen kurzen und prägnanten Brief zu schreiben, der Luculias Gefühle sehr wirksam an ihren Bruder übermittelt. Nachdem ihr dieser Brief gezeigt wird, gestattet die Ausbilderin Rhodanthe Violet die Ausbildung erfolgreich abzuschließen. Luculia hilft ihrem Bruder auf die Spitze des Glockenturms, um die Aussicht zu genießen, wie sie es auch als Kinder taten. |           |                 | |                        |                                              |
| 4 | 4         | Folge 4         | 君は道具でなく、その名が似合う人になるんだ (Kimi wa Dōgudenaku, Sono Na ga Niau Hito ni Narunda)   | 1. Feb. 2018           | 1. Feb. 2018                                 |
| Iris erhält eine persönliche Anfrage aus ihrer Heimatstadt, um einen Brief zu schreiben, verletzt aber aus Versehen ihre Hand. Darum wird Violet mit ihr geschickt, um sie beim Schreiben zu unterstützen. Bei ihrer Ankunft wird Iris von ihren Eltern empfangen. Ihre Mutter gesteht, dass sie die Anfrage für den Brief gestellt hat, um Iris zurückzubringen, und ihren Geburtstag zu feiern. Doch Iris ist frustriert, als ihre Mutter zugibt, dass sie die Feier dazu nutzen möchte, einen Verehrer für sie zu finden. Als Violet die Einladungen zur Feier schreibt, bittet Iris sie ausdrücklich, keine Einladung an einen Mann namens Emonn Snow zu senden, doch Violet sendet die Einladung trotzdem. Als Emonn auf der Feier auftaucht, zieht sich Iris wütend in ihr Zimmer zurück. Violet versucht herauszufinden, was mit ihr nicht stimmt. Daraufhin erzählt Iris ihr, dass sie in ihrer Kindheit in Emonn verliebt war, er sie aber nach ihrem Geständnis abgewiesen hat. Der seelische Schmerz, der durch Emonns Ablehnung verursacht wurde, veranlasste sie, ihre Heimatstadt zu verlassen, um eine Akora zu werden. Dies veranlasst Violet zu begreifen, dass ein Liebesgeständnis, wie das von Gilbert, sehr viel Mut erfordert haben muss. Violet hilft Iris dann, Entschuldigungsschreiben an alle Gäste der Feier, und an ihre Eltern zu schreiben. Von dem Brief bewegt, erlauben Iris’ Eltern, dass sie ihre Arbeit als Akora fortsetzt. Auf dem Rückweg nach Leiden erzählt Iris Violet, dass ihre Eltern sie nach der gleichnamigen Blume (eng. Iris, Schwertlilie) benannt haben, die in voller Blüte war, als sie geboren wurde. Dies löst eine Erinnerung in Violet aus, da Gilbert sie ebenfalls nach der gleichnamigen Blume (eng. Violet, Veilchen) benannt hat. |           |                 | |                        |                                              |
| 5 | 5         | Folge 5         | 人を結ぶ手紙を書くのか? (Hito o Musubu Tegami o Kaku no ka?)                                       | 8. Feb. 2018           | 8. Feb. 2018                                 |
| Auf Anfrage des Militärs reist Violet ins Königreich Drossel, um einen öffentlichen Liebesbrief für dessen Prinzessin Charlotte zu schreiben, der für den Prinzen Damian des benachbarten Königreichs Flügel bestimmt ist. Violets Mission ist von entscheidender Bedeutung, denn Drossel und Flügel waren im Krieg zuvor Feinde und arrangieren die Ehe, um den Friedensvertrag zu festigen. Obwohl Charlotte sich Sorgen um die Hochzeit macht, schreibt Violet den Liebesbrief an Damian, der ihn ebenfalls mit einem Brief beantwortet, über den Charlotte aber nicht zufrieden zu sein scheint. Charlotte vertraut Violet später an, dass sie, als sie Damian zum ersten Mal traf, sich in ihn verliebte, da er sie als normale Person und nicht als potentielle Ehefrau behandelte. Jedoch ist sie sich nicht sicher, ob Damian ihre Gefühle erwidert oder nicht, da der Brief, den er ihr sandte, keine Emotionen enthielt. Dann bekommt Violet eine Idee und arrangiert mit Damians Akora, dass sich Charlotte und Damian persönlich ihre eigenen Briefe schreiben. Dadurch beginnt ein hitziger, aber leidenschaftlicher Briefwechsel zwischen den beiden, der jeden in beiden Königreichen in Verzückung versetzt. Die Hochzeit findet wie geplant statt, während Violet und Cattleya, die Damians Akora war, nach Leiden zurückkehren und Cattleya bemerkt, dass Violet lächelt. Nach ihrer Rückkehr trifft Violet auf Gilberts Bruder Dietfried, der ungläubig darüber spricht, wie sie eine Akora wurde und sie daran erinnert, dass sie unzählige Menschen getötet hat, darunter viele seiner Männer. |           |                 | |                        |                                              |
| 6 | 6         | Folge 6         | どこかの星空の下で (Doko ka no Hoshizora no Shita de)                                              | 15. Feb. 2018          | 15. Feb. 2018                                |
| Violet und eine Reihe weiterer Akoras treffen am Shaher-Observatorium ein, um den dortigen Gelehrten zu helfen, Abschriften einiger seltener Bücher zu verfassen. Violet wird dem jungen Gelehrten Leon zugewiesen, der sie, und Akoras allgemein, zunächst nicht mag. Er ist jedoch beeindruckt, wie schnell sie arbeitet und beginnt seine Meinung ihr gegenüber zu ändern, als er sieht, dass ihr sein Hintergrund oder seine Erziehung als Waise egal ist. Er lädt Violet ein, mit ihm den Alleyschen Kometen (eng. Alley's Comet) anzuschauen, der nur einmal alle zweihundert Jahre zu sehen ist, sie nimmt die Einladung an. Während die zwei den Sternenhimmel betrachten, erklärt Leon, dass sein Vater ebenfalls ein Gelehrter am Observatorium war, aber auf einer Expedition verschwand. Seine Mutter verließ dann ihr Zuhause, um nach ihm zu suchen, kehrte aber auch nie zurück, was Leon dazu brachte, sie und das Konzept der Liebe zu hinterfragen. Violet erzählt Leon, dass sie keine Blutsverwandten kennt, sich aber vollständig Gilbert hingibt. In diesem Moment erkennt Leon, dass Violet in Gilbert verliebt ist. Am nächsten Morgen macht sich Violet bereit, zu gehen, da ihre Arbeit getan ist. Leon sieht sie aufbrechen, und sagt ihr, dass er, statt am Observatorium auf die Rückkehr seiner Eltern zu warten, anfangen würde wie Violet die Welt zu bereisen, um nach ihnen zu suchen. Als Violet geht, fragt sich Leon, ob er ihr jemals wieder begegnen wird. |           |                 | |                        |                                              |
| 7 | 7         | Folge 7         | –                                                                                                  | 22. Feb. 2018          | 22. Feb. 2018                                |
| Violet hilft einem berühmten Schriftsteller, Oscar Webster, beim Schreiben seines nächsten Stücks. Jedoch findet sie ihn, als sie bei ihm ankommt, als betrunkenen Einsiedler auf. Violet schafft es, Oscar davon zu überzeugen, das Trinken einzustellen, während sie arbeiten, und sie beginnen das Stück zu schreiben. In dem Stück geht es um ein Mädchen namens Olive, das mit seiner Macht magische Geister herbeiruft, um eine Bestie zu besiegen. Dabei opfert sie ihre Fähigkeiten und wird von ihrem Haus und ihrem Vater abgeschnitten. Violet wird neugierig auf das Ende der Geschichte, das Oscar aber noch nicht entschieden hat. Als Violet später einen Sonnenschirm findet, bricht Oscar in einen Wutausbruch aus. Nachdem er sich beruhigt hat, gesteht er Violet, dass Olive auf seiner eigenen Tochter Olivia basiert, die an einer Krankheit starb. Er versucht, das Stück zu schreiben, um mit seiner Trauer über ihren Verlust fertig zu werden. Violet beflügelt Oscar dann mit der Idee, dass Olive ihren magischen Sonnenschirm benutzt, um nach Hause zu fliegen. Oscar kann den Tod seiner Tochter so verarbeiten und bedankt sich bei Violet. Auf dem Heimweg beginnt Violet zu bedauern, während des Krieges so viele Menschen getötet zu haben, und fragt sich, wie viele glückliche Enden sie möglicherweise verhindert hat. Nach ihrer Rückkehr nach Leiden erfährt Violet von Mrs. Evergarden, dass Gilbert tot ist und sie konfrontiert Hodgins. Er gesteht, dass nach ihrer letzten Mission weder Gilbert, noch seine körperlichen Überreste gefunden werden konnten. Nur seine Erkennungsmarken wurden entdeckt, was die Armee dazu veranlasst hat, ihn für tot zu erklären. Violet kann nicht glauben, dass Gilbert tot ist und flieht aus Verzweiflung von der Poststelle. |           |                 | |                        |                                              |
| 8 | 8         | Folge 8         | –                                                                                                  | 1. März 2018           | 1. März 2018                                 |
| Violet eilt zum militärischen Hauptquartier, um von Dietfried die Wahrheit über Gilberts Schicksal zu erfahren; dieser bestätigt seinen Tod. Immer noch seinen Tod leugnend, reist Violet zu Gilberts Herrenhaus, wo sie sein Grab findet. Hodgins verlässt das Postamt, um nach Violet zu suchen. Violet fängt an, sich an ihre Vergangenheit mit Gilbert zu erinnern, die begann, als Dietfried sie als Kindersoldatin Gilberts Kommando übergab. Trotz seines Wunsches, Violet als normales Mädchen großzuziehen, wird Gilbert von seinen Vorgesetzten aufgrund ihrer Kampffähigkeiten gezwungen, sie an vorderster Front einzusetzen. Violet erweist sich als maßgeblich für den Gewinn vieler wichtiger Schlachten. In dieser Zeit gab Gilbert Violet ihren Namen und brachte ihr das Lesen und Schreiben bei, er kauft ihr schließlich auch eine Brosche als Geschenk. Einige Zeit später wird Gilberts Einheit beauftragt, einen Angriff auf das Hauptquartier des Feindes durchzuführen, dessen Erfolg das Ende des Krieges bedeuten könnte. Gilberts Einheit erleidet bei dem Angriff schwere Verluste, aber sie können bis tief ins gegnerische Hauptquartier eindringen und der Hauptstreitmacht zum Angriff signalisieren. Doch in dem Moment, als Gilbert das Signal sendet, wird er von feindlichen Soldaten schwer angeschossen, was Violet schockiert. |           |                 | |                        |                                              |
| 9 | 9         | Folge 9         | ヴァイオレット・エヴァーガーデン (Vaioretto Evāgāden)                                              | 8. März 2018           | 8. März 2018                                 |
| Violet versucht den verwundeten Gilbert in Sicherheit zu bringen, wird dabei aber selbst angeschossen und von einer Granate schwer getroffen, wodurch sie ihre beiden Arme verliert. Gilbert sagt Violet, sie solle ohne ihn gehen und gesteht ihr abschließend, dass er sie liebt, doch sie versteht nicht, was seine Worte bedeuten. Im Grunde besiegt, bombardiert die feindliche Armee ihr eigenes Hauptquartier, und Gilbert opfert sein Leben, um Violet in Sicherheit zu bringen. Zurück in der Gegenwart kehrt Violet an den Schauplatz des letzten Gefechtes zurück, um nach Gilbert zu suchen. Hodgins trifft sie dort suchend an und erzählt ihr, dass Gilbert ihm ihre Fürsorge anvertraut hatte, falls ihm etwas passieren sollte. Violet kehrt mit Hodgins zum Postamt zurück, weigert sich jedoch, weitere Briefe zu schreiben, was ihre Kolleginnen beunruhigt. In ihrer Trauer versucht Violet, Selbstmord zu begehen, kann sich schlussendlich aber nicht dazu überwinden. Nachdem sie Benedict dabei geholfen hat, Briefe auszuliefern und einen Brief gelesen hat, der von Erica und Iris an sie geschickt wurde, wird Violet klar, dass das Erhalten eines Briefes jemanden erfreuen kann. Sie kehrt zur Arbeit zurück und beginnt einen Brief für Spencer, Luculias Bruder, zu schreiben. Violet kehrt zur Poststelle zurück und fragt Hodgins, ob es wirklich in Ordnung ist, dass eine Person wie sie weiterlebt. Hodgins antwortet, dass das, was sie im Krieg getan hat, niemals ungeschehen gemacht werden kann, das gilt aber auch für all die guten Taten, die sie als Autonome Korrespondenz-Assistentin geleistet hat. |           |                 | |                        |                                              |
| 10 | 10        | Folge 10        | 愛する人はずっと見守っている (Aisuru Hito wa Zutto Mimamotteiru)                                   | 15. März 2018          | 15. März 2018                                |
| Violet trifft in einer Villa ein, in der ein junges Mädchen namens Anne mit ihrer wohlhabenden, aber kränklichen Mutter lebt. Annes Mutter Clara Magnolia hat Violet für sieben Tage beauftragt, Briefe zu schreiben, doch Anne wird nicht gesagt, worum es in den Briefen geht und für wen sie sind. Darüber hinaus ist Anne sowohl misstrauisch als auch fasziniert von Violet, da sie fälschlicherweise glaubt, dass sie aufgrund ihrer prothetischen Arme eine echte, lebensgroße Puppe ist. Im Verlauf der nächsten Woche akzeptiert Anne Violet, kann es aber nicht akzeptieren, dass sie nicht bei ihrer Mutter sein darf, während die Briefe geschrieben werden. Nach einem wütenden Ausbruch von Anne, gelingt es Violet, sie zu beruhigen und davon zu überzeugen, dass sie nicht für die Krankheit ihrer Mutter verantwortlich ist. Nachdem sie alle Briefe geschrieben hat, reist Violet wieder ab. Schließlich stirbt Annes Mutter Clara an ihrer Krankheit. Danach erhält Anne die von Violet geschriebenen Briefe von ihrer Mutter, sie wächst auf, und gründet schließlich eine eigene Familie. Zurück im Postamt erklärt Violet ihren Kolleginnen, dass die Briefe in den nächsten fünfzig Jahren immer an ihren Geburtstagen an Anne ausgehändigt werden würden. Der Gedanke, dass Anne nun nach dem Tod ihrer Mutter alleine leben muss, überwältigt Violet mit Emotionen. |           |                 | |                        |                                              |
| 11 | 11        | Folge 11        | もう、誰も死なせたくない (Mō, Dare mo Shinasetakunai)                                              | 22. März 2018          | 22. März 2018                                |
| Die CH Postal Company erhält eine Anfrage für eine Akora aus dem Nachbarland Ctrigal, jedoch befindet sich das Land im Bürgerkrieg zwischen den Kriegstreibern und den gemäßigten Fraktionen. Die Anfrage kommt von einem Soldaten, der an der Frontlinie kämpft, aber aufgrund der Gefahr lehnt Hodgins die Anfrage ab. Violet hört zufällig mit und reist nach Ctrigal, um den Kunden Aidan Field zu finden. Aidan kämpft für die gemäßigte Fraktion, aber seine Einheit wird vom Feind vernichtet und er schwer verwundet. Aufgrund der Gefechte am Boden reist Violet mit dem Flugzeug an und springt mit dem Fallschirm dort ab, wo Aidan vermutet wird. Sie kann ihn finden, vor einigen Feinden retten, und bringt ihn in eine Holzhütte. In dem Glauben, dass er tödlich verletzt ist, lässt Aidan Violet Abschiedsbriefe an seine Eltern und seine Jugendfreundin Maria schreiben, der er seine Liebe gestehen will. Nachdem die Briefe fertiggestellt sind, tröstet Violet Aidan in seinen letzten Momenten des Lebens, als er sich vorstellt, wie er sich mit Maria wieder vereint. Violet überbringt die Briefe persönlich an Aidans Eltern und an Maria. Obwohl sie wegen Aidans Tod traurig sind, danken sie Violet dafür, dass sie ihnen seine letzten Briefe überbracht hat. Violet bricht dann in Tränen aus und entschuldigt sich dafür, dass sie Aidan nicht beschützen konnte. |           |                 | |                        |                                              |
| 12 | 12        | Folge 12        | –                                                                                                  | 29. März 2018          | 29. März 2018                                |
| Dietfried soll einen Sondergesandten beschützen, der zu einer Konferenz reisen wird, um einen Friedensvertrag zu unterzeichnen, der den Krieg formell beendet. Unterdessen plant eine von General Merkulov angeführte Rebellen-Anti-Friedensfraktion, den Gesandten in einen Hinterhalt zu locken, um die Friedensgespräche zu stoppen. Cattleya und Benedict begleiten den Gesandten, der mit dem Zug in die Stadt Distery unterwegs ist. Inzwischen bemerkt Violet, die mit dem Flugzeug aus Ctrigal zurückkehrt, in der Nähe der Bahnstrecke eine Reihe von Bränden. Als sie erfährt, dass Cattleya und Benedict im Zug sind, beschließt Violet, sie zum Schutz zu begleiten; sie stößt bei einem Zwischenhalt des Zuges hinzu. Die Anti-Friedens-Rebellen haben jedoch bereits den Zug infiltriert, und nachdem sie die Station verlassen haben, inszenieren sie einen Angriff. Violet versucht zurückzukämpfen, agiert aber zurückhaltend, da sie sich weigert, irgendjemanden zu töten. Dietfried rettet Violet, obwohl er sie für Gilberts Tod verantwortlich macht und ihr sagt, dass sie keinen Grund zum Leben hat. Violet entgegnet, dass Gilberts letzter Befehl darin bestand, dass sie weiterleben sollte und dass sie es bereut, Gilbert nicht schützen zu können. In diesem Moment feuert ein Rebell eine Gewehrgranate auf Dietfried ab, Violet kann die Granate aber mit ihren Armprothesen ablenken. |           |                 | |                        |                                              |
| 13 | 13        | Folge 13        | 自動手記人形と「愛してる」 (Jidō Shuki Ningyō to "Aishiteru")                                      | 5. Apr. 2018           | 5. Apr. 2018                                 |
| Violet schützt Dietfried weiterhin und verliert dabei einen ihrer künstlichen Arme. Der Zug nähert sich jedoch einer Brücke und General Merkulov verrät, dass die Brücke als Backup-Plan mit Sprengladungen präpariert wurde, bevor er aus dem Zug springt. Violet und Benedict beeilen sich, die Sprengladungen zu entfernen, was auch gelingt, allerdings verliert Violet dabei auch ihren anderen künstlichen Arm. Da der Sondergesandte mit der Begleitung sicher am Ziel ankommt, können die Friedensgespräche fortgesetzt werden, bei denen schließlich die beiden Länder Leidenschaftlich und Gadariki offiziell einen Friedensvertrag vereinbaren, um den Krieg ein für alle Mal zu beenden. Nach der Rückkehr nach Leiden wird eine beliebte Veranstaltung namens Flugschau (eng. Air Show), bei der Flugzeuge mit Briefen beladen werden, die im Himmel abgeworfen werden, um über dem ganzen Land zu regnen, aufgrund des Friedens wiederbelebt. Während Violets Kolleginnen ihre Briefe schreiben, schlägt Cattleya ihr vor, einen Brief an Gilbert zu schreiben. Jedoch findet Violet nicht die richtigen Worte, die sie ihm sagen möchte. Sie wird dann von Dietfried eingeladen, seine und Gilberts Mutter zu besuchen. Sie versichert Violet, dass sie sie nicht für Gilberts Tod verantwortlich macht und dass er in ihren Herzen weiterlebt, auch wenn die Erinnerungen schmerzhaft sind. Als Violet geht, bemerkt Dietfried, dass sie dank Gilberts Lehren völlig unabhängig geworden ist. Nun inspiriert, schreibt Violet einen Brief an Gilbert für die Flugschau. In diesem erzählt sie Gilbert, wie sie so viel als Akora gelernt hat, und dass sie in der Hoffnung weiterleben möchte, ihn irgendwann wiederzusehen, um ihm zu sagen, dass sie die Worte „Ich liebe dich“ nun ein bisschen besser versteht. Dadurch kommt sie schließlich mit Gilberts Verlust zurecht. Am nächsten Tag erhält Violet eine neue Anfrage für einen Brief und kehrt zur Arbeit zurück, um sich selbst ihrem Kunden vorzustellen. |           |                 | |                        |                                              |

### Special (OVA)
| Nr. (ges.) | Nr. (St.) | Deutscher Titel | Originaltitel                                                            | Erstveröffentlichung Japan | Deutschsprachige Erstveröffentlichung (D/A/CH) |
| --- | --------- | --------------- | ------------------------------------------------------------------------ | -------------------------- | ---------------------------------------------- |
| 14 | 1         | Folge 1         | きっと"愛"を知る日が来るのだろう (Kitto „Ai“ o Shiru Hi ga Kuru no Darō) | 4. Juli 2018               | 4. Okt. 2018                                   |
| Zwischen den Ereignissen der Episoden vier und fünf wird Violet von Irma, einer berühmten Opernsängerin, angeheuert, um für sie einen Brief an einen verschollenen Soldaten zu schreiben. Jedoch sind Irmas Vorgaben für den Brief einerseits vage, andererseits kompliziert. Dies macht es Violet schwer, einen Brief zu schreiben, der Irma zufriedenstellt, obwohl sie mehrmals neue Fassungen schreibt. Irmas Dirigent und Freund Ardu offenbart, dass diese eigentlich versucht, mit Violets Hilfe den Text für das Lied zu schreiben, das sie bei ihrem nächsten Opernauftritt nutzen möchte. Entschlossen diese Aufgabe zu lösen, entscheidet Violet Irma zu folgen, um ihr Herz besser zu verstehen. Irma verrät Violet, dass ihr Freund Fugo, Ardus’ Sohn, sie verlassen musste, um im Krieg zu kämpfen und nie zurückgekehrt ist. Auch wenn sie Irma nun etwas besser versteht, ist Violet immer noch nicht sicher, ob sie den Brief schreiben kann, den Irma herbeisehnt. Roland, ein älterer Briefträger der CH Postal Company, zeigt Violet ein altes militärisches Lagerhaus, das viele Briefe an Soldaten enthält, die vermisst werden oder im Kampf starben, und somit nie versendet wurden. Violet findet Inspiration durch das Lesen dieser Briefe und schreibt einen neuen, der Irma und Ardu bewegt. Irma benutzt diesen Brief als Grundlage für das Lied in ihrem neuen Opernstück. Als Irma singt, hilft das Lied ihr und Ardu über den Verlust von Fugo hinwegzukommen. Das Lied erweist sich als großer Erfolg, und gewinnt die Anerkennung des Publikums. Am Ende ist Ardu sich sicher, dass Violet eines Tages „die Liebe“ verstehen wird. |           |                 |                                                                          |                            |                                                |

### Filme
| Nr. (ges.) | Nr. (St.) | Deutscher Titel                                 | Originaltitel                                                                                                  | Erstveröffentlichung                         | Deutschsprachige Erstveröffentlichung (D/A/CH) |
| ---------- | --------- | ----------------------------------------------- | --- | -------------------------------------------- | ---------------------------------------------- |
| 15         | 1         | Violet Evergarden und das Band der Freundschaft | ヴァイオレット・エヴァーガーデン外伝：永遠と自動手記人形 (Violet Evergarden Gaiden: Eien to Jidō Shuki Ningyō) | 3. Aug. 2019 (AnimagiC) 6. Sep. 2019 (Japan) | 28. Jan. 2020                                  |
| 16         | 2         | Violet Evergarden: Der Film                     | 劇場版 ヴァイオレット・エヴァーガーデン (Gekijō-ban Violet Evergarden)                                         | 18. Sep. 2020 (Japan)                        | 29. Juni 2021                                  |
| –          | 3         | Violet Evergarden: Erinnerungen                 | ヴァイオレット・エヴァーガーデン特別総集版 (Violet Evergarden tokubetsu sō shūban)                             | 29. Okt. 2021 (Japan)                        | 15. Dez. 2022                                  |

### Synchronisation
Die Namen aller Charaktere und ihrer Synchronsprecher sind in westlicher Reihenfolge angegeben (Vorname, Familienname). Die beiden Filme haben unterschiedliche Synchronfassungen von Netflix und Leonine Anime (ehemals Universum Anime) erhalten.
| Charakter                               | Japanische Synchronsprecher (Seiyū) | Deutsche Synchronsprecher |
| --------------------------------------- | ----------------------------------- | ------------------------- |
| Violet Evergarden                       | Yui Ishikawa                        | Paulina Rümmelein         |
| Claudia Hodgins                         | Takehito Koyasu                     | Karim El Kammouchi        |
| Gilbert Bougainvillea                   | Daisuke Namikawa                    | Paul Sedlmeir             |
| Cattleya Baudelaire                     | Aya Endō                            | Laura Maire               |
| Benedict Blue                           | Kōki Uchiyama                       | Benedikt Gutjan           |
| Erica Brown                             | Minori Chihara                      | Marcia von Rebay          |
| Iris Cannary                            | Haruka Tomatsu                      | Farina Brock              |
| Dietfried Bougainvillea                 | Hidenobu Kiuchi                     | Max Felder                |
| Luculia Marlborough                     | Azusa Tadokoro                      | Leslie-Vanessa Lill       |
| Prinzessin Charlotte Abelfreyja Drossel | Megumi Nakajima                     | Lara Wurmer               |
| Leon Stephanotis                        | Yūto Uemura                         | Tim Schwarzmaier          |
| Oscar Webster                           | Satoshi Taki                        | Johannes Raspe            |
| Ann Magnolia                            | Sumire Morohoshi                    | Laura Jenni               |
| Clara Magnolia                          | Ayako Kawasumi                      | Sophie Rogall             |
| Aidan Field                             | Shintarō Asanuma                    | Felix Mayer               |
| Nerine                                  | Aya Saitō                           | Angelina Markiefka        |

## Rezeption

### Rezensionen der Anime-Adaption
Die Anime-Adaption wurde insgesamt positiv aufgenommen. Bei der Filmdatenbank IMDb erreichte die Serie eine Bewertung von 8,4 von 10, basierend auf über zehntausend Nutzer-Bewertungen. Auf MyAnimeList hält die Serie eine Durchschnittsbewertung von 8,63 basierend auf über 450.000 Nutzerbewertungen.
Tobias Maibaum von robots-and-dragons.de bewertet Violet Evergarden positiv. Er lobt die Detailtreue der Animationen, von der auch die Handlung profitiere. Außerdem erfreue er sich an den „kleine[n] Ticks der Charaktere“, die etwas über deren Charakter verraten würden. Abschließend beschreibt Maibaum die Serie als „eine audiovisuelle und emotionale Erfahrung voller Details, die den Zuschauer nicht ungerührt zurücklässt.“
Eher durchschnittlich (5 von 10) bewertet Oliver Armknecht von film-rezensionen.de die Anime-Serie. Er kritisiert, die Serie werde „viel zu oft plakativ, wo es Nachdenklichkeit gebraucht hätte“ und das Publikum ersaufe „in einer aufdringlich-melodramatischen Musik.“ Armknecht lobt dagegen die Optik der Serie, vor allem die gezeichneten Hintergründe. Insgesamt setze die Serie für ihn aber zu sehr auf Kitsch.

### Auszeichnungen (Auswahl)

#### Light Novel
Kyoto Animation Award 2014
- Auszeichnung mit dem Grand Prize in der Kategorie Novel

#### Anime-Adaption
Crunchyroll Anime Awards 2018
- Nominierung in der Kategorie Anime des Jahres
- Nominierung in der Kategorie Bester Protagonist (Violet Evergarden)
- Auszeichnung in der Kategorie Beste Animation
- Nominierung in der Kategorie Bester Regisseur (Taichi Ichidate)
- Nominierung in der Kategorie Bestes Charakterdesign (Akiko Takase)
- Nominierung in der Kategorie Bester Synchronsprecher (englisch) (Erika Harlacher)

AnimaniA Awards 2019
- Auszeichnung in der Kategorie Beste TV-Serie

#### Violet Evergarden: Der Film
Tokyo Anime Awards
- Auszeichnung in der Kategorie Bester Animationsfilm
- Auszeichnung in der Kategorie Bestes Drehbuch (Reiko Yoshida)
- Auszeichnung in der Kategorie Beste Künstlerische Umsetzung (Mikiko Watanabe, post mortem)

Kyoto Digital Amusement Awards
- Auszeichnung mit dem Hauptpreis „Kyoto Governor’s Award“